# Pseudopoda nanyueensis
Pseudopoda nanyueensis är en spindelart som beskrevs av Yinquiu Tang och Yin 2000. Pseudopoda nanyueensis ingår i släktet Pseudopoda och familjen jättekrabbspindlar. Inga underarter finns listade i Catalogue of Life.